# Утакмице фудбалске репрезентације Мађарске 1999.
| Домаћин | Гост |

Фудбалска репрезентација Мађарске је током 1999. године одиграла десет званичних утакмица. У квалификацијама за уа учешће на Европском првенству одиграно је седам утакмица. Репрезентација Мађарске је у квалификацијама победила Лихтенштајн и Азербејџан, али су поред две нерешене утакмице претрпели и три пораза.
Савезни селектор националног тима у овом периоду је био:
- Берталан Бичкеи

## Утакмице
| Мађарска       | 1 : 1 (0 : 1) | Босна и Херцеговина |
| -------------- | ------------- | ------------------- |
| Илеш 65’ (пен) | Извештај      | 39’ Кодро           |

| Мађарска                                             | 5 : 0 (3 : 0) | Лихтенштајн |
| ---------------------------------------------------- | ------------- | ----------- |
| Ј. Шебек 17’ · В. Шебек 33’ 41’ 85’ (пен) · Илеш 74’ | Извештај      |             |

| Словачка | 0 : 0    | Мађарска |
| -------- | -------- | -------- |
|          | Извештај |          |

| Мађарска   | 1 : 1 (0 : 1) | Енглеска         |
| ---------- | ------------- | ---------------- |
| Хрутка 77’ | Извештај      | 22’ (јпен) Ширер |

| Румунија                  | 2 : 0 (2 : 0) | Мађарска |
| ------------------------- | ------------- | -------- |
| А. Илие 2’ · Мунтеану 15’ | Извештај      |          |

| Мађарска | 0 : 1 (0 : 0) | Словачка     |
| -------- | ------------- | ------------ |
|          | Извештај      | 54’ М. Фабуш |

| Мађарска     | 1 : 1 (1 : 0) | Молдавија        |
| ------------ | ------------- | ---------------- |
| В. Шебок 39’ | Извештај      | 66’ С. Клешценко |

| Лихтенштајн | 0 : 0    | Мађарска |
| ----------- | -------- | -------- |
|             | Извештај |          |

| Мађарска                                | 3 : 0 (1 : 0) | Азербејџан |
| --------------------------------------- | ------------- | ---------- |
| В. Шебек 29’ · Егреши 52’ · Совунми 54’ | Извештај      |            |

| Португалија                                     | 3 : 0 (2 : 0) | Мађарска |
| ----------------------------------------------- | ------------- | -------- |
| Коста 14’ (пен) · Ж. Пинто 16’ · А. Ксавиер 58’ | Извештај      |          |

## Голгетери у 1999.
| - Габор Кираљ (голман) - Бела Илеш - Габор Егреши - Томас Совунми |

## Извори и спољашње везе
- Све утакмице репрезентације Мађарске
- Репрезентација Мађарске на фудбалској бази података
- Утакмице репрезентације Мађарске (1999)